# Fresnedo (Solórzano)
Fresnedo es una localidad del municipio de Solórzano (Cantabria, España). En el año 2008 contaba con una población de 38 habitantes (INE). La localidad se encuentra a 200 metros de altitud sobre el nivel del mar, y a 2 kilómetros de la capital municipal, Solórzano.
A esta población se accede desde Solórzano por la carretera CA-266 y, posteriormente, por la carretera CA-675 y carece de líneas de transporte público regular.